# Huracán Georges
El Huracán Georges  fue la séptima tormenta tropical, el tercer huracán y el primer huracán de una categoría 4 de la temporada de huracanes del Atlántico de 1998. Fue un huracán muy destructivo y bastante intenso que alcanzó la categoría 3 en la escala de Saffir-Simpson. Este ciclón tropical tocó tierra en siete ocasiones durante su largo trayecto del mar Caribe al Golfo de México en septiembre, convirtiéndose en la segunda tormenta más destructiva de la temporada, después del Huracán Mitch y en la más costosa desde el Huracán Andrew. Este huracán mató a más de 600 personas, en su gran mayoría en la isla de La Española y causó daños que costaron 6 millones de dólares de la época (US$8 millones en el 2011).
El huracán tocó tierra en varios países diferentes (Antigua y Barbuda, San Cristóbal y Nieves, Haití, la República Dominicana, Puerto Rico, Cuba y los Estados Unidos), más que cualquier otro huracán desde Inés en la Temporada ciclónica de 1966.

## Historia meteorológica

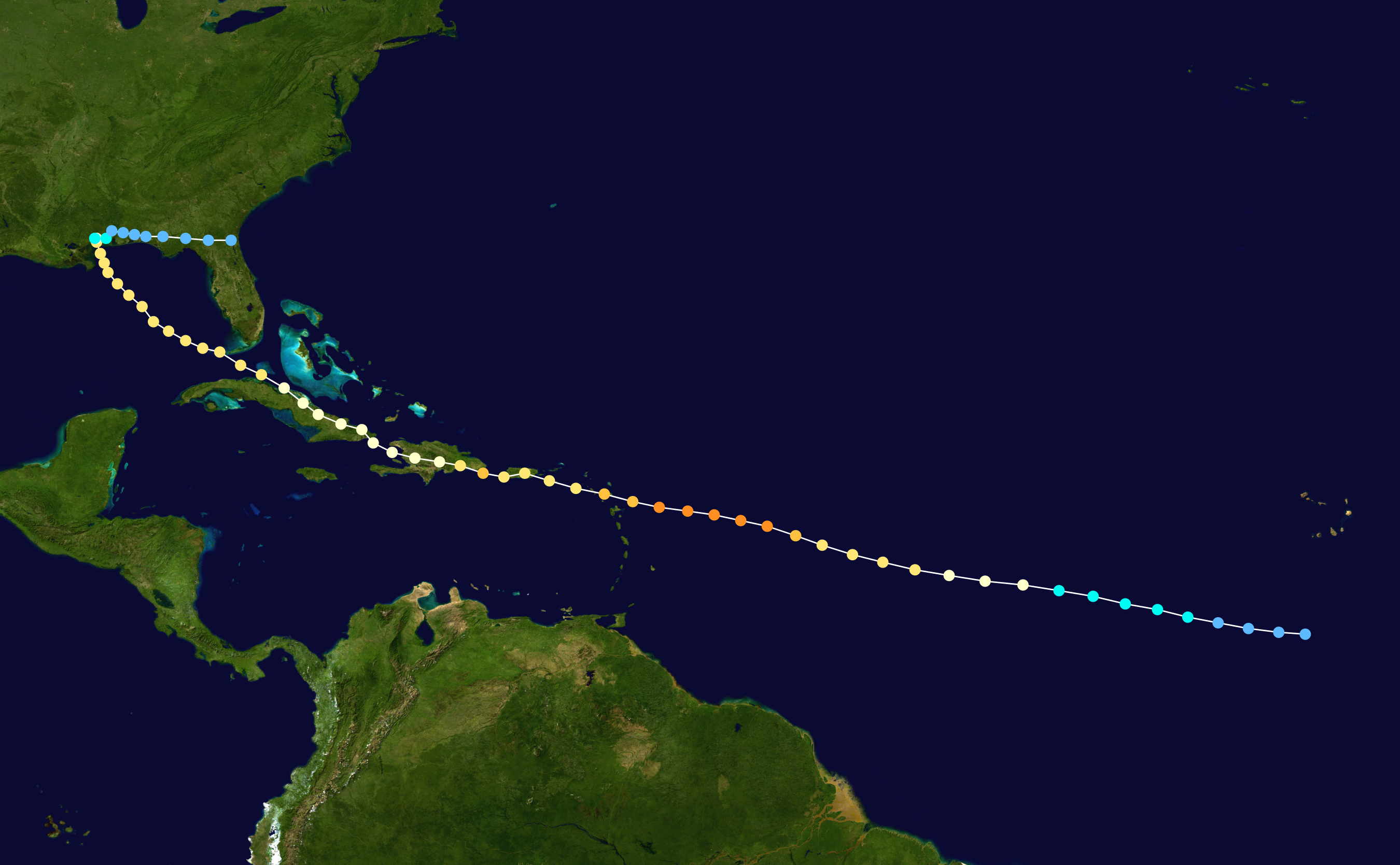
Trayectoria del ciclón tropical.

Una onda tropical se formó en las costas de África el 13 de septiembre de 1998. En movimiento hacia el oeste, el amplio sistema rápidamente desarrolló una circulación cerrada, y fue clasificada como la Depresión Tropical Siete el día 15 del mismo mes. Las condiciones se volvieron casi ideales para un desarrollo continuo, incluidas temperaturas cálidas del agua, flujo de entrada en niveles bajos hacia el norte del huracán y buen flujo de salida en niveles superiores. Se desarrolló un ojo de bandas y Georges alcanzó la fuerza de un huracán importante el 19 de septiembre mientras se encontraba a 675 millas (1085 km) al este-sureste de Guadalupe. Para el 19 de septiembre, un anticiclón de nivel superior estaba bien establecido sobre Georges y las imágenes satelitales sugerían que el huracán estaba comenzando a fortalecerse rápidamente, como lo indicaban el enfriamiento de las cimas de las nubes, el aumento de la simetría de la convección profunda y el calentamiento y la contracción del pozo. - definió un ojo de 63 km (40 mi) de ancho a medida que continuaba la intensificación rápida, y Georges alcanzó su punto máximo como una tormenta de categoría 4 muy peligrosa y de alto nivel con viento de 250 km/h (155 mph) y una presión mínima de 937 a última hora del 19 de septiembre y principios del 20 de septiembre. En ese momento, Georges era la tormenta más intensa y fuerte desde el huracán Hugo y, junto con el huracán Luis, es uno de los huracanes más grandes del Atlántico sur con campos de viento con fuerza de huracán que se extienden más de 185 km (115 millas). del norte y con un campo de viento con fuerza de tormenta tropical de más de 300 millas (490 km) de ancho. Poco después de alcanzar su punto máximo, la cizalladura del viento en los niveles superiores por el desarrollo de una baja en los niveles superiores debilitó al huracán el 20 de septiembre por la tarde, ya que la presión central había aumentado 26 mb cuando Georges se acercaba a las Islas de Sotavento.
El huracán Georges llegó al Estrecho de Florida el 24 de septiembre y, como lo había hecho antes en su vida, se fortaleció rápidamente al estado de Categoría 2 el 25 de septiembre debido a las temperaturas cálidas del agua y la poca cizalladura en los niveles superiores. Continuó hacia el oeste-noroeste y golpeó Key West más tarde el 25 de septiembre con vientos de 105 mph (165 km / h). A pesar de moverse sobre aguas más cálidas, Georges solo logró alcanzar un máximo de 175 km/h (110 mph) en el Golfo de México, probablemente debido a su núcleo interno interrumpido. Un anticiclón en la troposfera media empujó al huracán lentamente hacia el norte-noroeste, lo que obligó a Georges a tocar tierra por séptima y última cerca de Biloxi, Mississippi, el 28 de septiembre. giró sobre el sur de Mississippi, luego se desplazó hacia el este. La circulación débil se movió hacia el este sobre el interior del Panhandle de Florida y se disipó el 1 de octubre cerca de la frontera entre Florida y Georgia.

## Impacto

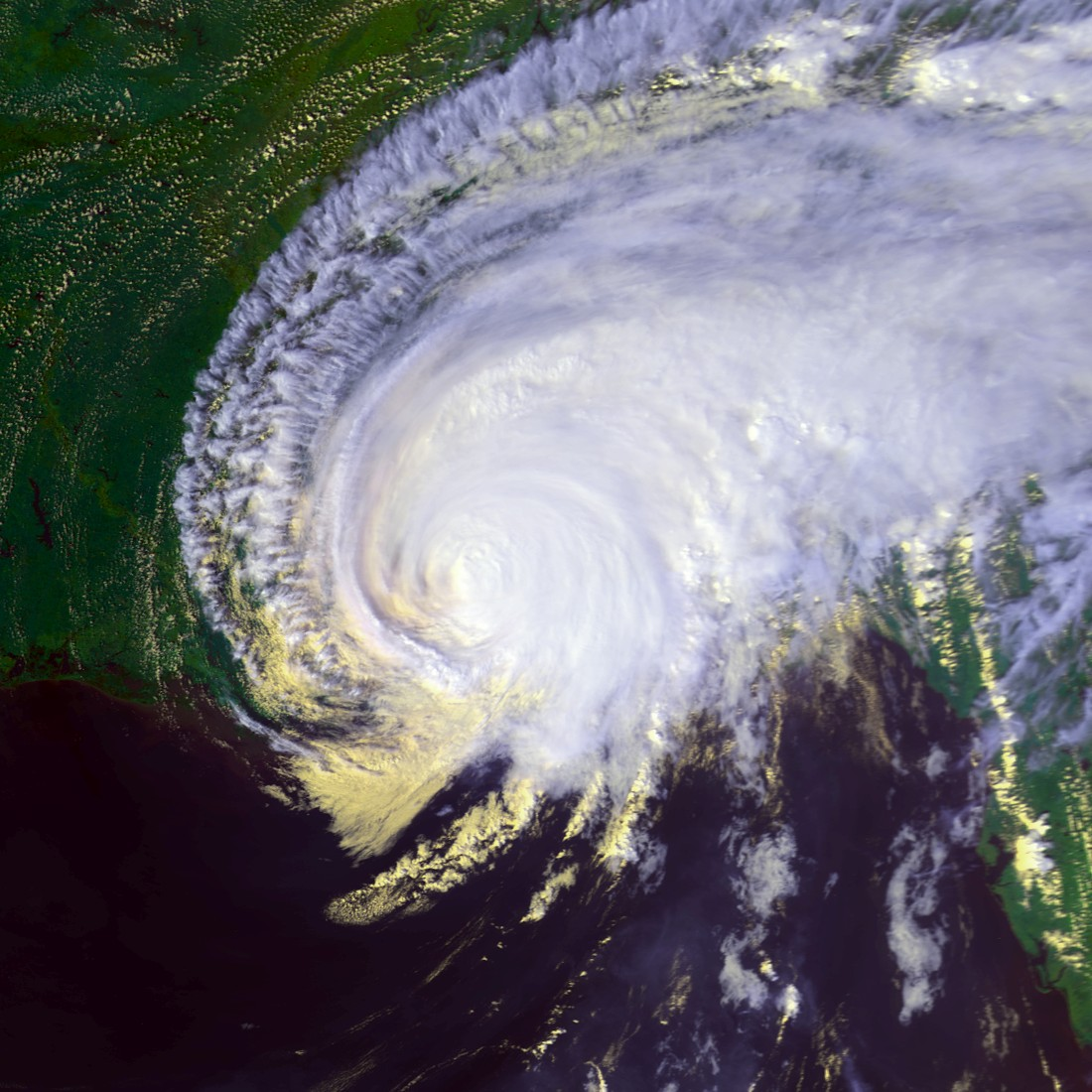
Georges de tocar tierra en Biloxi (Misisipi)

El huracán Georges produjo una gran cantidad de lluvias torrenciales y avalanchas de lodo durante su paso por las Antillas Mayores. En Puerto Rico por ejemplo, hubo enormes daños materiales específicamente en la infraestructura nacional. En su paso por los Estados Unidos y sus territorios causó daños severos a la infraestructura; y fue según la Cruz Roja estadounidense, la peor catástrofe que tuvo que enfrentar en sus 125 años de existencia. 

### Cuba
Las lluvias torrenciales e inundaciones afectaron particularmente a las provincias de Guantánamo, Holguín, Las Tunas, Granma y Santiago de Cuba, en las regiones orientales de la isla que sufrieron la sequía provocada por El Niño a principios de año. La evacuación de más de medio millón de personas evitó muchas pérdidas de vidas. Sin embargo, se reportaron daños considerables en viviendas e infraestructura, así como en ciertos cultivos importantes como el plátano, un alimento básico en la dieta de la población.
Uno de los principales centros de esta cultura, ubicado en la provincia de Ciego de Ávila, encontró pérdidas potenciales de hasta el 70 por ciento. La vital cosecha comercial de caña de 1998/99 también resultó gravemente afectada, y en 1997/98 ya había sido la más baja en 50 años debido a la sequía. Además, varios ingenios azucareros resultaron dañados. Los cafetales sufrieron con el huracán y una gran cantidad de árboles fueron arrancados. También se informó de daños a las plantaciones de cacao y otros cultivos alimentarios menores.

### República Dominicana
Carreteras y puentes en algunas áreas fueron arrastrados por las inundaciones y los edificios públicos se derrumbaron bajo la fuerza de los vientos y las lluvias. El impacto fue mayor en las provincias de La Romana y San Pedro de Macorís, en el sureste, en la provincia capital de Santo Domingo, y en las provincias de San Juan, Bahoruco y Barahona. Algunas de las áreas afectadas se encuentran entre las principales zonas de cultivo del país. La evaluación inicial oficial de los daños al sector agrícola indica que el 90 por ciento de los cultivos alimentarios y de exportación se vieron afectados en diversos grados. Estas lluvias torrenciales exacerbaron los efectos de la sequía de 1997.
Unas 190.000 hectáreas de cultivos alimentarios se vieron severamente afectadas, incluidos algunos de los principales alimentos básicos en la dieta de la población como arroz, plátanos y bananos, así como tubérculos (ñame, camote y yuca). Las importaciones de arroz serán necesarias para compensar las considerables pérdidas sufridas.
Las plantaciones de exportación como el tabaco y la caña de azúcar también sufrieron daños, y el 90 por ciento de las plantaciones de azúcar del país se vieron gravemente afectadas. La industria avícola, un sector importante en la economía del país, está sufriendo pérdidas significativas. Muchas áreas forestales se vieron significativamente afectadas. Se infligieron daños a la industria del turismo, pero menos de lo que se pensó inicialmente, según la Asociación de Turismo del país.
Después de la muerte de Georges, el gobierno declaró que uno de los principales problemas sería la propagación de enfermedades como la malaria y el dengue, ya que la población de mosquitos se multiplicó por diez en las tierras inundadas. La Asociación de Turismo estimó que los resorts se habían visto menos afectados de lo que se pensaba

### Puerto Rico
En Puerto Rico, hubo daños considerables en viviendas en toda la isla. Un total de 72.605 casas resultaron dañadas, de las cuales 28.005 quedaron completamente destruidas. Durante el huracán, más de 26.000 personas se refugiaron en albergues. En las montañas de República Dominicana, Georges dejó a 185.000 personas sin hogar y se contabilizaron 100.000 en albergues a mediados de octubre. Los servicios de electricidad y agua quedaron interrumpidos en la mayoría de los países. En Haití, los funcionarios del gobierno reportaron 167.332 personas sin hogar.
La industria agrícola en Puerto Rico fue duramente golpeada por Georges con el 95% de la cosecha de plátano, el 75% de la cosecha de dulces y café destruidos. A pesar del debilitamiento del paso del huracán por Cuba, el impacto allí fue sustancial con un total de 60 475 casas dañadas, incluidas 3 481 completamente destruidas, y el sector agrícola sufrió pérdidas significativas en las plantaciones bananeras del oriente cubano.

### Estados Unidos
Los daños a las viviendas en los Estados Unidos no fueron tan extensos como en las Indias Occidentales. En los Cayos de Florida, 1.536 casas resultaron dañadas, 173 de ellas destruidas, muchas de ellas casas móviles. La costa de Mississippi, Alabama y el Panhandle de Florida fueron las más afectadas por la marejada, alcanzando hasta 2,7 m en Biloxi (Mississippi) y 3,6 m en Fort Morgan (Alabama), por lluvias torrenciales y fuertes vientos. Las fuertes lluvias contribuyeron al importante desbordamiento de los ríos que obligó a la evacuación de los pobladores durante varios días. La marejada ciclónica también provocó la erosión de las playas. Fuertes vientos e inundaciones causaron daños a viviendas. Eventualmente, las líneas de turbonada produjeron varios tornados.
En Mississippi, cerca de 230.000 hogares quedaron sin electricidad y 9.000 personas tuvieron que ir a albergues14. En Luisiana, la marejada ciclónica también causó daños, en particular inundando las islas Chandeleur, una serie de islas barrera que quedaron reducidas a bancos de arena aislados que destruyeron varios lugares de anidación, como los de los pelícanos pardos en la isla de Grand Gosier15. Los daños en otros lugares fueron mínimos, principalmente por los vientos, y 160.000 clientes se quedaron sin electricidad.
En los primeros 60 días después de Georges, la Cruz Roja Americana gastó 104 millones de dólares en servicios de ayuda en las Islas Vírgenes de EE. UU., Puerto Rico, Alabama, Luisiana, Mississippi y Florida. Esta fue en ese momento la cantidad más alta distribuida durante un desastre en los 117 años de historia de la organización.